# Hyperolius thomensis
Hyperolius thomensis es una especie de anfibios de la familia Hyperoliidae.
Es endémica de la isla de Santo Tomé.
Su hábitat natural incluye bosques tropicales o subtropicales secos y a baja altitud y montanos secos.
Está amenazada de extinción por la pérdida de su hábitat natural.